# 細臼齒麗鯛
細臼齒麗鯛，為輻鰭魚綱鱸形目隆頭魚亞目慈鯛科的其中一種，分布於非洲馬拉威湖南部流域，體長可以達到22公分，棲息在沙底質水域，以小魚及無脊椎動物等為食，生活習性不明，可以作為觀賞魚。
其种加词来源于拉丁文“gracilis”，意为“纤细的”。